# Auloconus
Auloconus es un género de foraminífero bentónico de la subfamilia Aulotortinae, de la familia Involutinidae, del suborden Involutinina y del orden Involutinida. Su especie tipo es Trocholina permodiscoides. Su rango cronoestratigráfico abarca desde el Noriense hasta el Rhaetiense (Triásico superior).

## Clasificación
Auloconus incluye a las siguientes especies:
- Auloconus permodiscoides †
- Auloconus rotundata †